# Cross Kirk

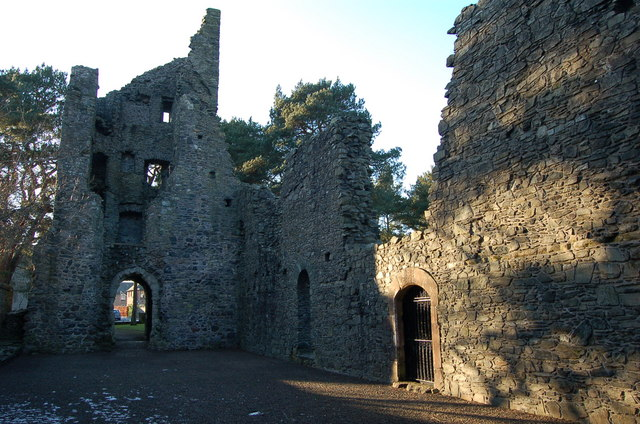
Cross Kirk

Die Cross Kirk ist eine Kirchenruine im Zentrum der schottischen Kleinstadt Peebles in der Council Area Scottish Borders. 1971 wurde das Bauwerk in die schottischen Denkmallisten in der höchsten Denkmalkategorie A aufgenommen. Dieser Status wurde jedoch 2017 aufgehoben. Weiterhin ist die Anlage als Scheduled Monument klassifiziert.

## Geschichte
Der schottische König Alexander III. stiftete die Kirche, nachdem er am Standort im Jahre 1261 ein Kreuz gefunden hatte, dessen Entstehung er auf das 3. Jahrhundert schätzte und mit Nikolaus von Myra in Verbindung brachte. Der älteste bekannte schriftliche Beleg für ein Kirchengebäude am Standort stammt aus dem Jahre 1296. 1474 wurde die Cross Kirk zu einem Konvent des Trinitarier-Ordens erhoben. An der Nordseite wurden daraufhin Wirtschafts- und Klostergebäude errichtet. Im Jahre 1549 brannten englische Truppen die Anlage nieder. Es gibt Anzeichen dafür, dass die Mönche die Kirche noch vor der Ordensauflösung um 1561 restauriert hatten. Nach einem Kirchenneubau im Jahre 1784 wurde die Cross Kirk obsolet.